# Savino Marè
Savino Marè (nacido en Lapedona, 21 de noviembre de 1964) es un escritor, actor y fotógrafo italiano.

## Biografía
Nació el 21 de noviembre de 1964 en Lapedona, un pequeño pueblo de la provincia de Fermo. Comprometido en la vida social, Savino es un "Promotor de paz" con la Asociación Nacional de Víctimas de la Guerra Civil, colaborando al mismo tiempo con un proyecto MIUR sobre residuos de guerra sin desexcar. Después de participar en varias películas, en 2012 está en el video musical de la canción musical "Le viole" de la cantante Lighea y en febrero de 2019 trabajará como corresponsal en el 69° Festival de Sanremo. En agosto del mismo año será uno de los jurados de "Miss Italia" en San Ginesio, más tarde recordado en la final de la región en Loreto y para la elección de Miss Marche.
En 2013 su toma "Alba a Porto San Giorgio" ganó el premio del público en la Bolsa Internacional de Turismo de Milán (BIT). Las Marcas utilizó la foto para aumentar el turismo. Después del BIT la votación fue exhibida en Alemania, en el MITT de Rusia y exhibida en el palacio del municipio de Porto San Giorgio. 
El 29 de noviembre de 2014, Savino recibió una carta del municipio de Porto Sant'Elpidio, donde la administración municipal es todos los ciudadanos están agradecidos de tener un ciudadano como él.
En 2018 fue nombrado por el municipio de Falconara Marittima como artista contemporáneo y en 2019 fue nombrado "Il marchigiano dell'anno – Picus del Ver Sacrum" para 2020. El evento está organizado por el centro de estudios de las Marcas "Giuseppe Giunchi" bajo el patrocinio del Senado de la República Italiana y el Pío Sodalizio dei Piceni.
En 2021 participó nuevamente en "Una ragazza per il Cinema" (la primera vez en 2018) como vicepresidente, obtuvo el tercer lugar en la tercera edición del Gaia Photo Competition, concurso organizado bajo el patrocinio del municipio de Porto Sant'Elpidio, y en agosto asistió a algunos actos del Ginesio Fest. En 2022 fue elegido para comentar el 72.º Festival de Sanremo por la revista civitanovesa QCC Magazine, comenzando también a colaborar con la revista. En el mismo período comenzó una breve colaboración temporal con Radio Montecò Web, una pequeña estación de radio local en Montecosaro, y Marche Infinite. A fines de febrero, Savino se unió a la Federación Italiana de Asociaciones Fotográficas (FIAF).
El 6 de mayo su libro "Praticamente io" recibió el certificado de participación (antiguo certificado de mérito) en la decimoquinta edición de Alberoandronico en el Campidoglio, tras la evaluación del jurado del Premio Nacional de Poesía, Narrativa, Fotografía, Cortometrajes y Pintura y, el 20 de mayo, recibió del alcalde de Porto San Giorgio un reconocimiento por haber dado a conocer las costas marinas del municipio en el mundo. Seleccionado por el consejo regional, del 19 al 23 de mayo participó como invitado en la XXXV edición de la Feria Internacional del Libro en el pabellón Marche instalado en Turín. En una entrevista con Radio Rosario, una estación de radio argentina, que tuvo lugar simultáneamente con CNN, Savino admitió que desde temprana edad comenzó a cultivar una pasión por el cine.

## Filmografía
- El Corazón Grande de Chicas, dirigido por Pupi Avati (2011)
- Il Giovane Favoloso, dirigido por Mario Martone (2014)
- Venido saltano i pesci, dirigido por Alessandro Valori (2016)
- Mi segunda vez, dirigido por Alberto Gelpi (2019)
- El Gato y la Luna, dirigido por Roberto Lippolis (2019)[19]

### Cortometrajes
- Última Posibilidad, dirigido por Alice Bellagamba (2017)
- El imaginario, dirigido por Operapop (2017)

## Trabajos
- Prácticamente Me – Nada Pasa Por casualidad, Simple, 2014.
- Gusta música. Un Libro para Componer Junto, Simple, 2020.
- El gran corazón de Aragón, Nisroch, 2024.